# ماورای اردن در کتاب مقدس

نقشه دوازده قبیله اسرائیل (قبل از حرکت دان به سمت شمال)، بر اساس کتاب یوشع، ق. ۱۲۰۰–۱۰۵۰ ق. م

ماورای اردن در کتاب مقدس (عبری: עבר הירדן‎) منطقه ای از زمین در شام جنوبی در شرق دره رود اردن است. به‌طور متناوب به آن گیلاد نیز می‌گویند.